# Ilvesheim
Ilvesheim je obec s necelými 9 tisíci obyvateli v bádenské části Hornorýnské nížiny německé spolkové země Bádensko-Württembersko. První zmínka o Ilvesheimu ležícím v zákrutu řeky Neckar pochází z roku 766, v barokním zámku uprostřed obce je umístěna internátní škola pro nevidomé a zrakově postižené. Od dvacátých let 20. století se jádro obce nachází na ostrově, který vznikl vybudováním vodní cesty zvané Neckarkanal, kam byla převedena lodní doprava. Původní koryto řeky bylo v roce 1987 vyhlášeno chráněnou přírodní rezervací, most přes řeku spojuje obec s mannheimskou místní částí Seckenheim.

## Galerie

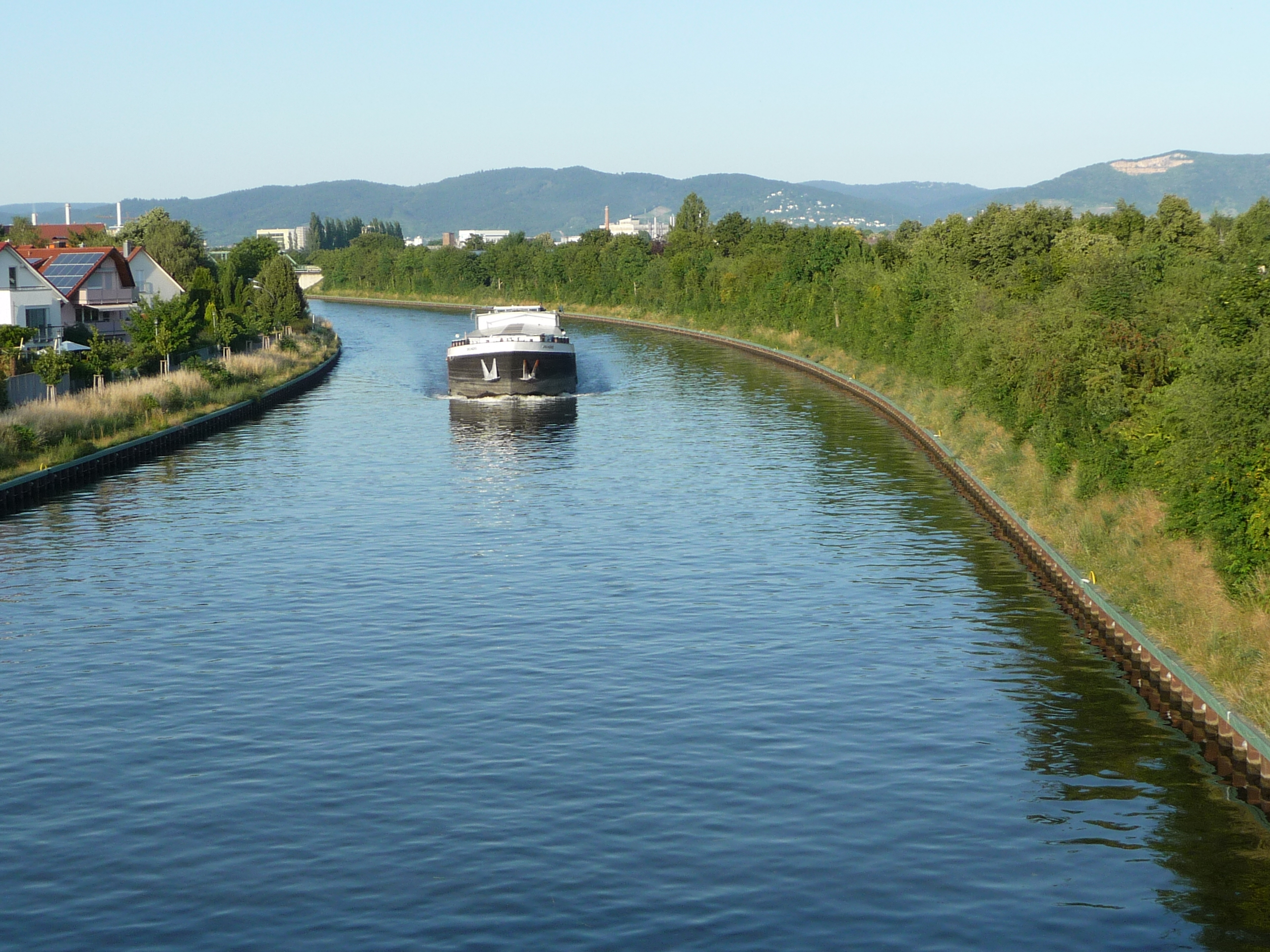
Ilvesheim - Neckarkanal